# Weltmeisterschaften im Gewichtheben 1992
Die 6. Weltmeisterschaften im Gewichtheben der Frauen fanden vom 16. bis 24. Mai 1992 in der bulgarischen Stadt Warna statt. An den von der International Weightlifting Federation (IWF) im Zweikampf (Reißen und Stoßen) ausgetragenen Wettkämpfen nahmen 110 Gewichtheberinnen aus 25 Nationen teil.

## Medaillengewinner

### Frauen

#### Klasse bis 44 Kilogramm
| Disziplin | Gold      | Gold     | Silber            | Silber   | Bronze              | Bronze   |
| --------- | --------- | -------- | ----------------- | -------- | ------------------- | -------- |
| Reißen    | Guan Hong | 75,0 kg  | N. Kunjarani Devi | 65,0 kg  | Sibby Flowers       | 62,5 kg  |
| Stoßen    | Guan Hong | 100,0 kg | N. Kunjarani Devi | 77,5 kg  | Misasanga Wangkiree | 77,5 kg  |
| Zweikampf | Guan Hong | 175,0 kg | N. Kunjarani Devi | 142,5 kg | Sibby Flowers       | 140,0 kg |

#### Klasse bis 48 Kilogramm
| Disziplin | Gold       | Gold     | Silber           | Silber   | Bronze           | Bronze   |
| --------- | ---------- | -------- | ---------------- | -------- | ---------------- | -------- |
| Reißen    | Liu Xiuhua | 82,5 kg  | Isabela Dragnewa | 77,5 kg  | Ri Yong-hwa      | 72,5 kg  |
| Stoßen    | Liu Xiuhua | 105,0 kg | Isabela Dragnewa | 97,5 kg  | Donka Mintschewa | 92,5 kg  |
| Zweikampf | Liu Xiuhua | 187,5 kg | Isabela Dragnewa | 175,0 kg | Donka Mintschewa | 162,5 kg |

#### Klasse bis 52 Kilogramm
| Disziplin | Gold        | Gold     | Silber           | Silber   | Bronze      | Bronze   |
| --------- | ----------- | -------- | ---------------- | -------- | ----------- | -------- |
| Reißen    | Peng Liping | 87,5 kg  | Janeta Georgieva | 77,5 kg  | Robin Byrd  | 77,5 kg  |
| Stoßen    | Peng Liping | 115,0 kg | Siyka Stoeva     | 97,5 kg  | Chhaya Adak | 95,0 kg  |
| Zweikampf | Peng Liping | 202,5 kg | Siyka Stoeva     | 172,5 kg | Robin Byrd  | 172,5 kg |

#### Klasse bis 56 Kilogramm
| Disziplin | Gold       | Gold     | Silber       | Silber   | Bronze       | Bronze   |
| --------- | ---------- | -------- | ------------ | -------- | ------------ | -------- |
| Reißen    | Sun Caiyan | 92,5 kg  | Neli Yankova | 80,0 kg  | Ni Chia-ping | 80,0 kg  |
| Stoßen    | Sun Caiyan | 117,5 kg | Neli Yankova | 102,5 kg | Ni Chia-ping | 97,5 kg  |
| Zweikampf | Sun Caiyan | 210,0 kg | Neli Yankova | 182,5 kg | Ni Chia-ping | 177,5 kg |

#### Klasse bis 60 Kilogramm
| Disziplin | Gold       | Gold     | Silber               | Silber   | Bronze               | Bronze   |
| --------- | ---------- | -------- | -------------------- | -------- | -------------------- | -------- |
| Reißen    | Li Hongyun | 97,5 kg  | Maria Christoforidou | 90,0 kg  | Won Soon-yi          | 87,5 kg  |
| Stoßen    | Li Hongyun | 125,0 kg | Gergana Kirilova     | 105,0 kg | Maria Christoforidou | 105,0 kg |
| Zweikampf | Li Hongyun | 222,5 kg | Maria Christoforidou | 195,0 kg | Won Soon-yi          | 192,5 kg |

#### Klasse bis 67,5 Kilogramm
| Disziplin | Gold                | Gold     | Silber              | Silber   | Bronze                 | Bronze   |
| --------- | ------------------- | -------- | ------------------- | -------- | ---------------------- | -------- |
| Reißen    | Milena Trendafilova | 98,0 kg  | Gao Lijuan          | 92,5 kg  | María Dolores Martínez | 87,5 kg  |
| Stoßen    | Gao Lijuan          | 130,0 kg | Milena Trendafilova | 122,5 kg | Kim Dong-hee           | 107,5 kg |
| Zweikampf | Gao Lijuan          | 222,5 kg | Milena Trendafilova | 220,0 kg | María Dolores Martínez | 192,5 kg |

#### Klasse bis 75 Kilogramm
| Disziplin | Gold   | Gold     | Silber        | Silber   | Bronze       | Bronze   |
| --------- | ------ | -------- | ------------- | -------- | ------------ | -------- |
| Reißen    | Hua Ju | 107,5 kg | Arlys Johnson | 92,5 kg  | Kumi Haseba  | 90,0 kg  |
| Stoßen    | Hua Ju | 130,0 kg | Kumi Haseba   | 115,0 kg | Mária Takács | 115,0 kg |
| Zweikampf | Hua Ju | 237,5 kg | Kumi Haseba   | 205,0 kg | Mária Takács | 205,0 kg |

#### Klasse bis 82,5 Kilogramm
| Disziplin | Gold         | Gold     | Silber        | Silber   | Bronze          | Bronze   |
| --------- | ------------ | -------- | ------------- | -------- | --------------- | -------- |
| Reißen    | Zhang Xiaoli | 110,0 kg | Chen Shu-chih | 95,0 kg  | Veronika Tóbiás | 92,5 kg  |
| Stoßen    | Zhang Xiaoli | 142,5 kg | Chen Shu-chih | 115,0 kg | Valkana Tosheva | 112,5 kg |
| Zweikampf | Zhang Xiaoli | 252,5 kg | Chen Shu-chih | 210,0 kg | Valkana Tosheva | 197,5 kg |

#### Klasse über 82,5 Kilogramm
| Disziplin | Gold      | Gold     | Silber       | Silber   | Bronze          | Bronze   |
| --------- | --------- | -------- | ------------ | -------- | --------------- | -------- |
| Reißen    | Li Yajuan | 115,0 kg | Sylvie Iskin | 92,5 kg  | Eridania Segura | 92,5 kg  |
| Stoßen    | Li Yajuan | 150,0 kg | Erika Takács | 122,5 kg | Lubov Grigurko  | 110,0 kg |
| Zweikampf | Li Yajuan | 265,0 kg | Erika Takács | 215,0 kg | Eridania Segura | 202,5 kg |